# Ulrike Sarvari
Ulrike Sarvari, née le 22 juin 1964 à Heidelberg, est une athlète ouest-allemande, pratiquant le sprint.
Avec la RFA, elle finit 5e du 4 × 100 m aux championnats du monde de 1987 à Rome et 4e aux Jeux olympiques d'été de 1988 de Séoul. En 1989, elle finit 6e du 60m  des championnats du monde d'athlétisme en salle 1989.
Sa plus grande performance intervient lors des Championnats d'Europe d'athlétisme en salle 1990 à Glasgow, où elle gagne à la fois le 60m et le 200m. Ulrike Sarvari est la seule femme à réussir ce doublé lors des championnats d'europe en salle.
Aux Championnats d'Europe d'athlétisme 1990 à Split, elle termine 7e du 100m et gagne la médaille d'argent avec le relais 4x100m composé de ses compatriotes Gabi Lippe, Andrea Thomas and Silke Knoll.

## Palmarès
| Date | Compétition                    | Lieu     | Résultat | Épreuve        | Performance |
| ---- | ------------------------------ | -------- | -------- | -------------- | ----------- |
| 1987 | Championnats du monde          | Rome     | 5e       | 4 × 100 mètres | 43 s 20     |
| 1988 | Jeux olympiques d'été          | Séoul    | 4e       | 4 × 100 mètres | 42 s 76     |
| 1989 | Championnats du monde en salle | Budapest | 6e       | 60 mètres      | 7 s 29      |
| 1990 | Championnats d'europe en salle | Glasgow  | 1e       | 60 mètres      | 7 s 10      |
| 1990 | Championnats d'europe en salle | Glasgow  | 1e       | 200 mètres     | 22 s 96     |
| 1990 | Championnats d'europe          | Split    | 7e       | 100 mètres     | 11 s 41     |
| 1990 | Championnats d'europe          | Split    | 2e       | 4 × 100 mètres | 41 s 68     |

## Records
| Épreuve    | Épreuve   | Performance | Lieu    | Date              |
| ---------- | --------- | ----------- | ------- | ----------------- |
| 60 mètres  | Salle     | 7 s 10      | Glasgow | 3 mars 1990       |
| 100 mètres | Plein air | 11 s 16     | Séoul   | 24 septembre 1988 |
| 200 mètres | Plein air | 22 s 88     | Berlin  | 21 août 1987      |
| 200 mètres | Salle     | 22 s 96     | Glasgow | 4 mars 1990       |